# Encephalartos hildebrandtii
Encephalartos hildebrandtii là một loài thực vật hạt trần trong họ Zamiaceae. Loài này được A.Braun & Bouché mô tả khoa học đầu tiên năm 1874.